# Bourke Island (Torres Strait)
Bourke Island ist eine kleine Koralleninsel im Zentrum des Archipels der Torres-Strait-Inseln. Die flache, unbewohnte Insel ist 600 Meter lang und 300 Meter breit. Sie liegt im Nordwesten einer 3,61 km² großen Riffplattform.
Die Insel ist namensgebend für die Gruppe der sich westlich davon erstreckenden Bourke-Inseln, die verwaltungstechnisch zu den Central Islands, einer Inselregion im Verwaltungsbezirk Torres Shire des australischen Bundesstaats Queensland, gehören.